# Distrito electoral de Linyanti
Linyanti es un distrito electoral de la Región de Caprivi en Namibia. Su población es de 13.741 habitantes.  
Linyanti es conocida por tener una gran zona pantanosa dentro de su territorio.